# Abborren, Finland
Abborren är en ö i Finland. Den ligger i den ekonomiska regionen Åboland och landskapet Egentliga Finland, i den södra delen av landet.